# Bachmannia
Bachmannia é um género botânico pertencente à família Capparaceae.

## Espécies
- Bachmannia woodii (Oliv.) Gilg